# Chotěboř

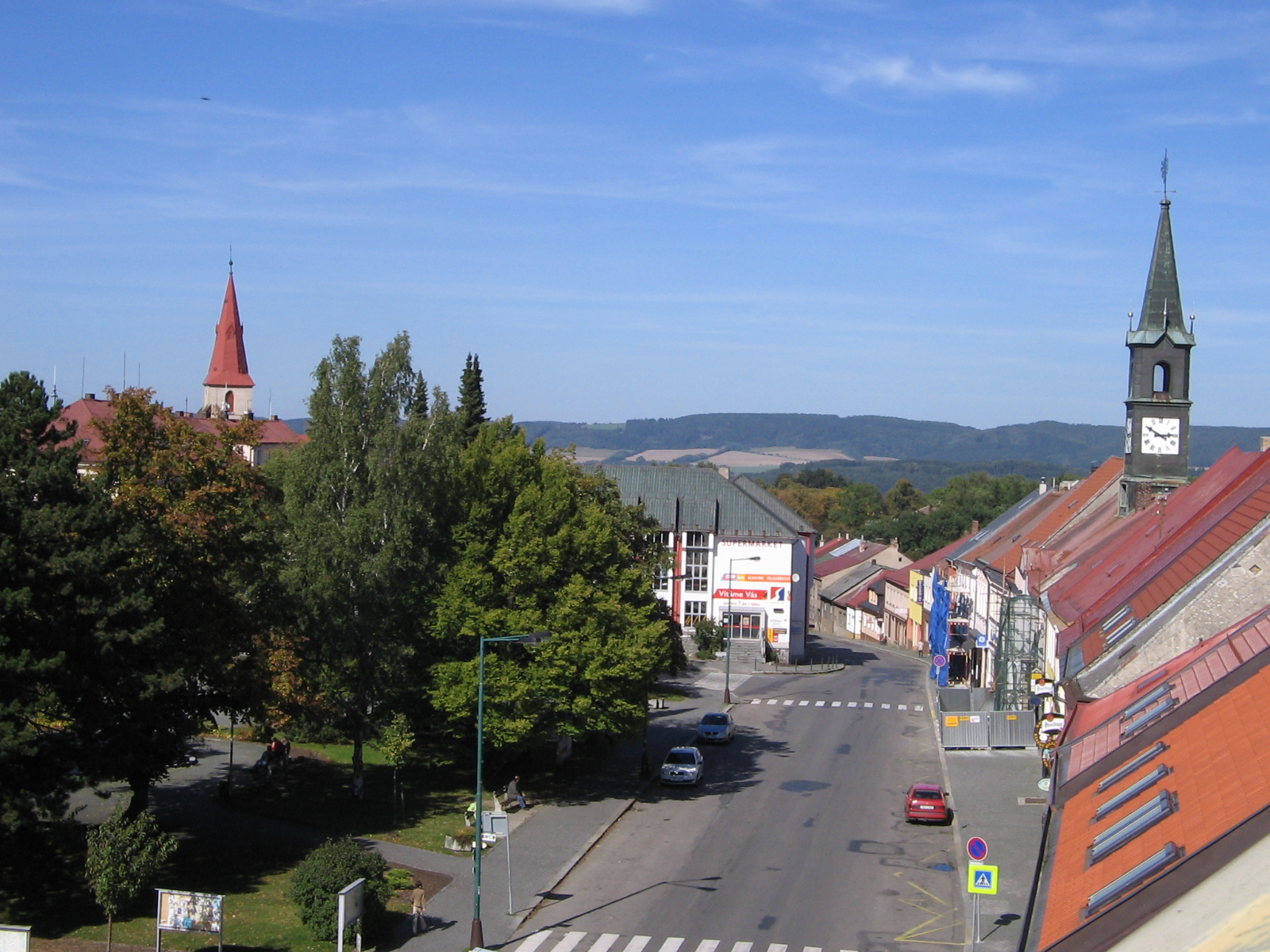
Marktplatz

Chotěboř (auch deutsch Chotěboř, älter auch Potiworz) ist eine Stadt mit 9739 Einwohnern (1. Januar 2005) in Tschechien. Sie liegt 14 km nordöstlich von Havlíčkův Brod und gehört dem Okres Havlíčkův Brod an.

## Geschichte
Die erste urkundliche Erwähnung stammt aus dem Jahr 1265. Berichtet wird von einem Ort, an dem Silber gefördert wird. Die Stadt gehörte Smil von Lichtenburg. Zur Königsstadt wurde Chotěboř 1278 erhoben, zur Königsstadt 1331 durch Johann von Luxemburg. Unter Karl IV. bekam die Stadt eine Stadtmauer.
Während der Hussitenkriege eroberte der Priester der Taboriten Petr Hromádka z Jistebnice 1421 die Region und wurde anschließend zum Stadthauptmann ernannt. Als die Soldaten der Königstreuen die Stadt belagerten, ergaben sich die Hussiten. Dreihundert von ihnen verbrannte man öffentlich. Der Hauptmann Petr Hromádka wurde in Chrudim hingerichtet. Die Hussiten rächten sich, indem sie das Benediktinerkloster in Vilémov niederbrannten.
1499 übernahm das Geschlecht der Trčka von Lípa die Herrschaft. Da sie beim böhmischen Ständeaufstand auf Seiten der Aufständischen standen, wurden ihre Besitzungen nach der Schlacht am Weißen Berg vom Kaiser Ferdinand II. (HRR) konfisziert. Weitere Besitzer waren u. a. die Riesenberg, die Kinský und von 1836 bis zur Konfiskation im Jahre 1948 die Dobrženský von Dobrženitz. Graf Wilhelm Leopold Kinský ließ in den Jahren 1701–1702 in Chotěboř das Schloss mit Kapelle im Frühbarockstil erbauen. Die Grafen Dobrženský haben das Schloss und landwirtschaftlichen Besitz durch ein Restitutionsverfahren im Jahr 1992 zurückerhalten. Im Schloss befindet sich heute das Stadtmuseum Chotěboř.

## Sehenswürdigkeiten

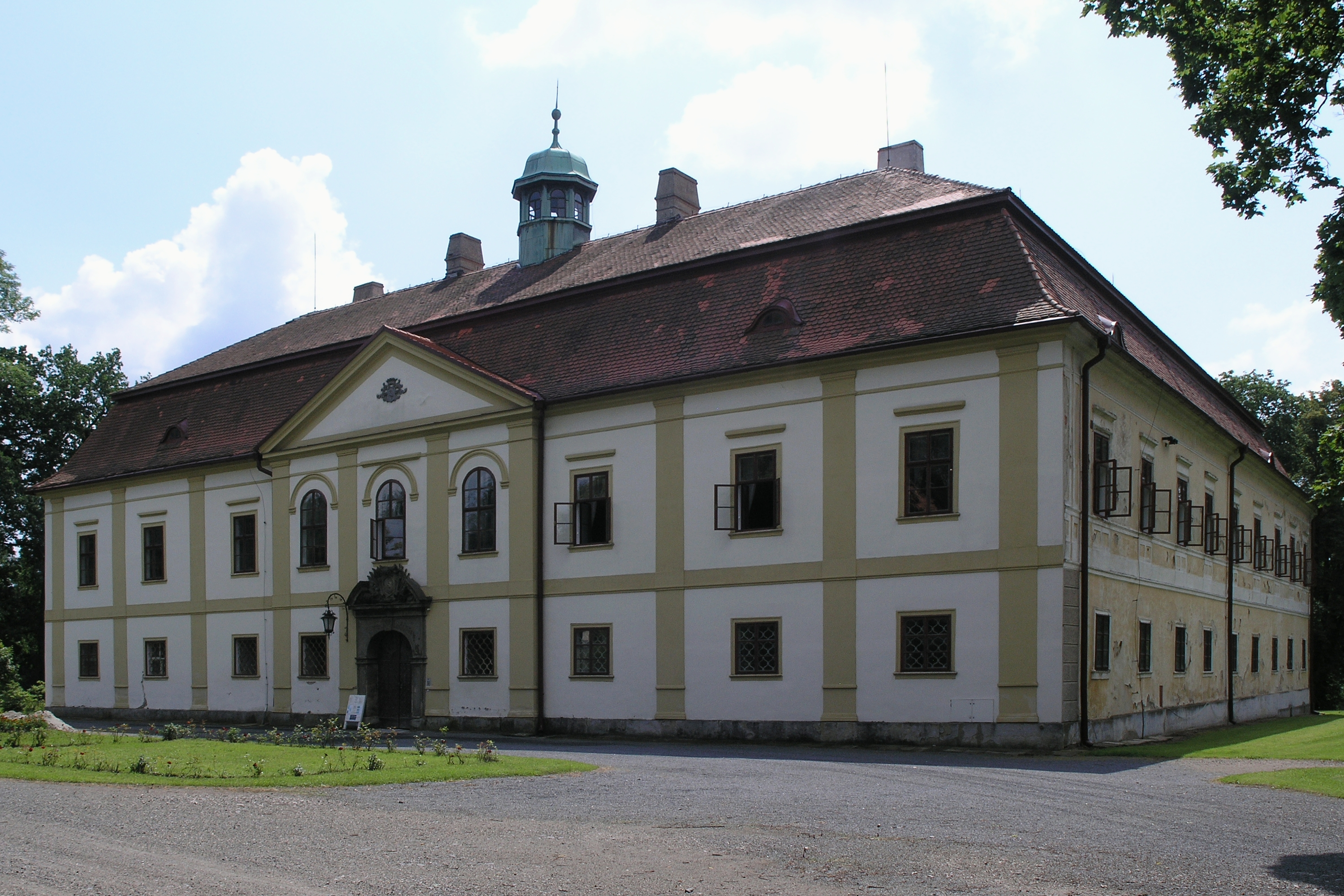
Schloss Chotěboř

- Schloss Chotěboř
- Kirche des Hl. Jakob

## Ortsteile
Zu Chotěboř gehören die Ortschaften Bílek (Bilek), Dobkov (Dobkau), Klouzovy (Klausau), Marieves (Mariendorf), Nemojov (Nemojow), Počátky (Potschatek), Příjemky, Rankov (Rankau), Střížov (Strieschow) und Svinný (Swinau).

## Verkehr
Der Bahnhof Chotěboř liegt an der Bahnstrecke Havlíčkův Brod–Pardubice.

## Persönlichkeiten

### Söhne und Töchter der Stadt
- Ignát Herrmann (1854–1935), Schriftsteller, Humorist und Redakteur
- Fritz Richard (1870–1933), Schauspieler
- Emanuel Senft (1870–1922), Pharmazeut
- Josef Zmek (1889–1942), Offizier, NS-Opfer
- Matěj Vydra (* 1992), Fußballspieler